# Província de Llibertat-Granville Town
Província de Llibertat-Granville Town fou un establiment colonial britànic a l'Àfrica Occidental. El seu nom era Província de Llibertat, però l'única ciutat que la integrar era Granville Town, i per això fou anomenada de les dues maneres. La província va ser establerta el 1787 pel Comitè basat a Londres per l'Alleujament del Negre Pobre. Van arranjar pel transport dels anomenats Negres Pobres de Londres a Sierra Leone on van establir el primer poblament i colònia que va durar fins que 1789, refundant-se el 1791 persistint fins al 1800. Aquest poblament diferia de la Colònia de Freetown, que va ser establerta l'11 de març de 1792 per colons de Nova Escòcia.

## Pobladors de Granville Town
Molts d'aquests Negres Pobres eren negres lleialistes que havien decidit o van ser forçats a deixar els Estats Units després de la Guerra americana d'Independència; alguns van venir després d'estar diversos anys a Nova Escòcia, una altra colònia britànica d'Amèrica del nord i per això foren coneguts Negres de Nova Escòcia. Tots afirmaven una identitat britànica. Alguns eren anteriorment esclaus negres de les Índies Occidentals i uns quants eren bengalís. Algunes dones angleses també eren part del poblament.

## La destrucció i restabliment de Granville Town
Granville Town (anomenada pel seu benefactor i patró Granville Sharp) va ser establert com la primera ciutat de la Província de Llibertat abans que fou destruïda el 1789. La ciutat va ser reconstruïda el 1791 a Fourah Bay amb l'assistència d'Alexander Falconbridge, que anteriorment havia estat cirurgià en un vaixell esclau. Tot i que els negres de Nova Escòcia van establir Freetown el 1792, els cimarrons jamaicans va ser establerts a Granville Town el 1800 després de la seva arribada de Nova Escòcia. Tanmateix, per 1800, el poblament havia estat en gran part abandonat degut als atacs dels pobles temnes de l'Imperi Koya, i els cimarrons aviat van ser traslladats al poblament de Freetown on van formar un districte que seria conegut més tard com Maroon Town. Algunes famílies criolles com els Clarke i els Reeds (Reids) deuen ser descendents dels vells colons.